# Alain-Philippe Malagnac
 (octobre 2023).
Alain-Philippe Malagnac, né le 16 juillet 1951, à Paris 14e et mort le 16 décembre 2000 à Saint-Étienne-du-Grès (Bouches-du-Rhône), était connu comme l'amant de l'écrivain Roger Peyrefitte, cette relation constitua le sujet de plusieurs romans de ce dernier. Alain-Philippe Malagnac était aussi un homme d'affaires, collectionneur d'art, producteur musical et compagnon de la chanteuse Amanda Lear.

## Biographie
Selon Peyrefitte, il a douze ans lorsque sa mère lui fait lire Les Amitiés particulières de Roger Peyrefitte, ce qui lui donne envie de se présenter pour jouer dans le film éponyme de Jean Delannoy et de rencontrer l'auteur du roman. 
Selon Élisabeth Quin, c'est Josée Dayan — assistante de Jean Delannoy — qui le rencontre en 1963, alors qu'il habite Vincennes et désire faire des photos.
C'est en mars 1964, à l'âge de douze ans et demi, au cours du tournage en l'abbaye de Royaumont, du film Les Amitiés particulières dans lequel il joue le rôle d'un enfant de chœur, qu'il rencontre Roger Peyrefitte. Ils tombent mutuellement en admiration l'un de l'autre ; cet épisode est relaté d'une manière romancée par Peyrefitte dans son roman Notre amour (Flammarion, 1967), puis plus précisément dans Propos Secrets (Albin Michel, 1980).
Selon Élisabeth Quin, c'est lorsqu'il avait 13 ans que Peyrefitte tombe amoureux de Malagnac et lorsqu'il en avait 16 qu'ils « devinrent amants ».
Commence alors une longue relation amoureuse et professionnelle entre eux. À dix-huit ans, Malagnac exerce la fonction de secrétaire particulier de Roger Peyrefitte qui l'institue légataire universel,. Leur liaison est également le sujet du récit L'Enfant de cœur (Albin Michel, 1977). À l'âge adulte, soutenu financièrement par Peyrefitte, il commence une carrière d'homme d'affaires dans le domaine du spectacle et de la nuit, et mène un train de vie dispendieux : deux Rolls-Royce, un sarcophage égyptien, des marbres antiques, des objets précolombiens, des tableaux de maîtres, dont un de Maurice Utrillo, achat d'un appartement à Paris rue Cassette et location d'un hôtel particulier à Neuilly-sur-Seine dans lequel il fait faire de nombreux travaux.
Il est chargé des relations publiques du bar nocturne Le Colony, rue Sainte-Anne, un des premiers clubs homosexuels ouverts sur la rue à Paris. Au milieu des années 1970, il produit les disques de Guy Bonnardot, avec lequel il entretient une relation avec l'approbation de Peyrefitte. Il achète un restaurant à Paris, avenue de l'Opéra (Le Belvédère) et à Montfort-l'Amaury (La Moutière), est le producteur des spectacles de Sylvie Vartan (palais des congrès de Paris, 1975). Malgré leur succès, ces activités se soldent finalement par un désastre financier, dont Roger Peyrefitte subit les conséquences, car afin de payer les dettes de son amant, il est contraint de vendre sa collection de monnaies, puis sa bibliothèque de livres anciens, sa collection d'antiques et son cabinet florentin en ébène incrusté de Lapis-lazuli, d'agates et de pierres rares et son célèbre musée secret d'objets érotiques (en plusieurs ventes à Paris de 1974 à 1977), un épisode relaté dans son livre L'Enfant de cœur (Albin Michel, 1978). Selon Philippe Bouvard, Malagnac fait une tentative de suicide deux semaines avant la première de la pièce dont il est l'auteur, Au plaisir Madame (1977). Acculé par ses dettes, il avait avalé des barbituriques avant d'être retrouvé par son conseiller et de subir un coma d'une dizaine de jours à l'hôpital. Alain-Philippe Malagnac s'était engagé en tant que producteur de la pièce, ce dont il n'était pas capable financièrement. Elle a pu se concrétiser sans l'argent de Malagnac.
Selon Roger Peyrefitte, Malagnac aurait obtenu les noms d'Argens de Villèle en étant adopté par une aristocrate française vivant en Belgique et demeurée sans descendance.
En 1978, Malagnac rencontre la chanteuse Amanda Lear et, lors d'un voyage aux États-Unis, ils se marient à Las Vegas le 13 mars 1979, union non reconnue juridiquement en France. Cette union dure jusqu'à la mort de Malagnac, survenue le 16 décembre 2000 dans l'incendie du mas dans lequel le couple vit à Saint-Étienne-du-Grès. Les gendarmes affirment qu'il a péri dans les flammes vers 6 heures du matin avec une autre personne identifiée comme un « éleveur de chats ».
Cette mort brutale à l'âge de quarante-neuf ans, survenue six semaines après celle de Peyrefitte, pose quelques questions. La thèse de l'accident est celle qui est retenue par les enquêteurs qui affirment n'avoir trouvé aucun liquide inflammable, même si Peyrefitte, dans ses livres, évoque un « pacte de suicide » entre eux, c'est-à-dire l'intention de se tuer à la mort de l'autre, écrivant notamment que « les rares fois où nous avions parlé de la mort, nous avions dit que l'un suivrait l'autre ». Un jeune ami de Malagnac périt également dans l'incendie et une quinzaine de toiles de Salvador Dalí ont été détruites dans le sinistre.
Amanda Lear déclare également que, lors de leur rencontre à la fin des années 1970, Malagnac lui aurait déclaré : « J'ai un stock de médicaments prêt, j'ai déjà raté un suicide ; celui-là, je ne compte pas le louper ».